# Nazionale maschile di rugby a 15 del Senegal
La nazionale di rugby XV del Senegal rappresenta il Senegal nel rugby a 15 in ambito internazionale, dove è inclusa fra le formazioni di terzo livello.